# Katie McGrath
Katherine Elizabeth "Katie" McGrath, född 3 januari 1983[källa behövs] i Ashford i County Wicklow, är en irländsk skådespelerska och fotomodell. Hon är mest känd för sin roll som Lady Morgana Pendragon i TV-serien Merlin och som Lena Luthor i TV-serien Supergirl.

## Biografi
McGrath studerade International Baccalaureate på St. Andrews innan hon tog examen i historia från Trinity College, Dublin. Hon ville arbeta i modejournalistik och fick jobb på Image Magazine, innan hon blev garderobsassistent på TV-serien The Tudors.

## Filmografi
| År        | Titel                    | Roll                   | Noteringar                            |
| --------- | ------------------------ | ---------------------- | ------------------------------------- |
| 2007      | Damage                   | Rachel                 | TV-film                               |
| 2007      | Pebble                   | Tara                   | Kortfilm                              |
| 2008      | Eden                     | Trisha                 |                                       |
| 2008      | The Tudors               | Bess                   | Avsnitt 2x05 "His Majesty's Pleasure" |
| 2008      | Freakdog                 | Harriet Chambers       |                                       |
| 2008      | The Roaring Twenties     | Vixen                  | TV-miniserie                          |
| 2008–2012 | Merlin                   | Lady Morgana Pendragon | 65 avsnitt                            |
| 2009      | The Queen                | Prinsessan Margaret    | Avsnitt 1x01 "Margaret"               |
| 2011      | W.E.                     | Lady Thelma Furness    |                                       |
| 2011      | A Princess for Christmas | Jules Daly             | TV-film                               |
| 2012      | Tríd an Stoirm           | Alice/Banshee          | Kortfilm, endast röst                 |
| 2012      | Labyrinth                | Oriane Congost         | TV-miniserie                          |
| 2013      | Dracula                  | Lucy Westenra          | 4 avsnitt                             |
| 2013      | Dates                    | Kate                   |                                       |
| 2015      | Jurassic World           | Zara                   |                                       |
| 2016-2017 | Frontier                 | Elizabeth Carruthers   | (säsong 1-2)                          |
| 2016-     | Supergirl                | Lena Luthor            | (säsong 2-)                           |